# Üzbegisztán a 2010. évi téli olimpiai játékokon

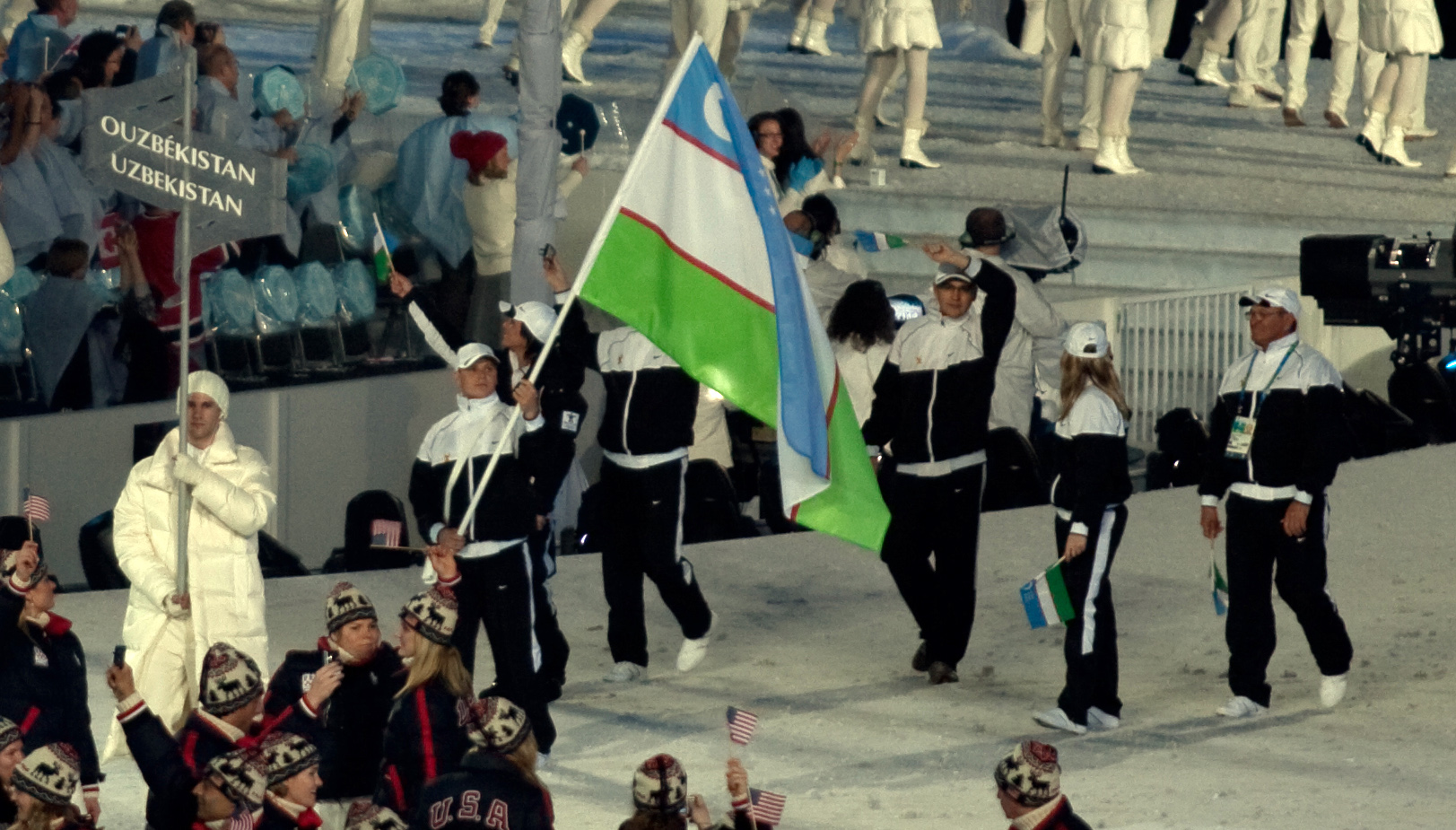
Üzbegisztán olimpiai küldöttsége a megnyitón

Üzbegisztán a kanadai Vancouverben megrendezett 2010. évi téli olimpiai játékok egyik részt vevő nemzete volt. Az országot az olimpián 2 sportágban 3 sportoló képviselte, akik érmet nem szereztek.

## Alpesisí
Férfi
| Versenyző     | Versenyszám      | 1. futam | 1. futam | 2. futam | 2. futam | Összesítés | Összesítés |
| Versenyző     | Versenyszám      | Idő      | Hely.    | Idő      | Hely.    | Idő        | Helyezés   |
| ------------- | ---------------- | -------- | -------- | -------- | -------- | ---------- | ---------- |
| Oleg Shamayev | Műlesiklás       | 57,65    | 48.      | 1:00,40  | 42.      | 1:58,05    | 42.        |
| Oleg Shamayev | Óriás-műlesiklás | 1:32,20  | 84.      | 1:36,98  | 78.      | 3:09,18    | 77.        |

Női
| Kseniya Grigoryeva | Műlesiklás       | nem ért célba | nem ért célba | kiesett | kiesett | kiesett | kiesett | kiesett | kiesett |
| Kseniya Grigoryeva | Óriás-műlesiklás | 1:31,59       | 67.           | 1:25,63 | 56.     | 2:57,22 | 58.     |         |         |

## Műkorcsolya
| Versenyző                | Versenyszám | Rövid program | Rövid program | Kűr   | Kűr   | Összesítés | Összesítés |
| Versenyző                | Versenyszám | Pont          | Hely.         | Pont  | Hely. | Pont       | Helyezés   |
| ------------------------ | ----------- | ------------- | ------------- | ----- | ----- | ---------- | ---------- |
| Anastasiya Gimazetdinova | Női egyéni  | 49,02         | 24.           | 82,63 | 23.   | 131,65     | 23.        |